# Проклятие Белы Гуттманна

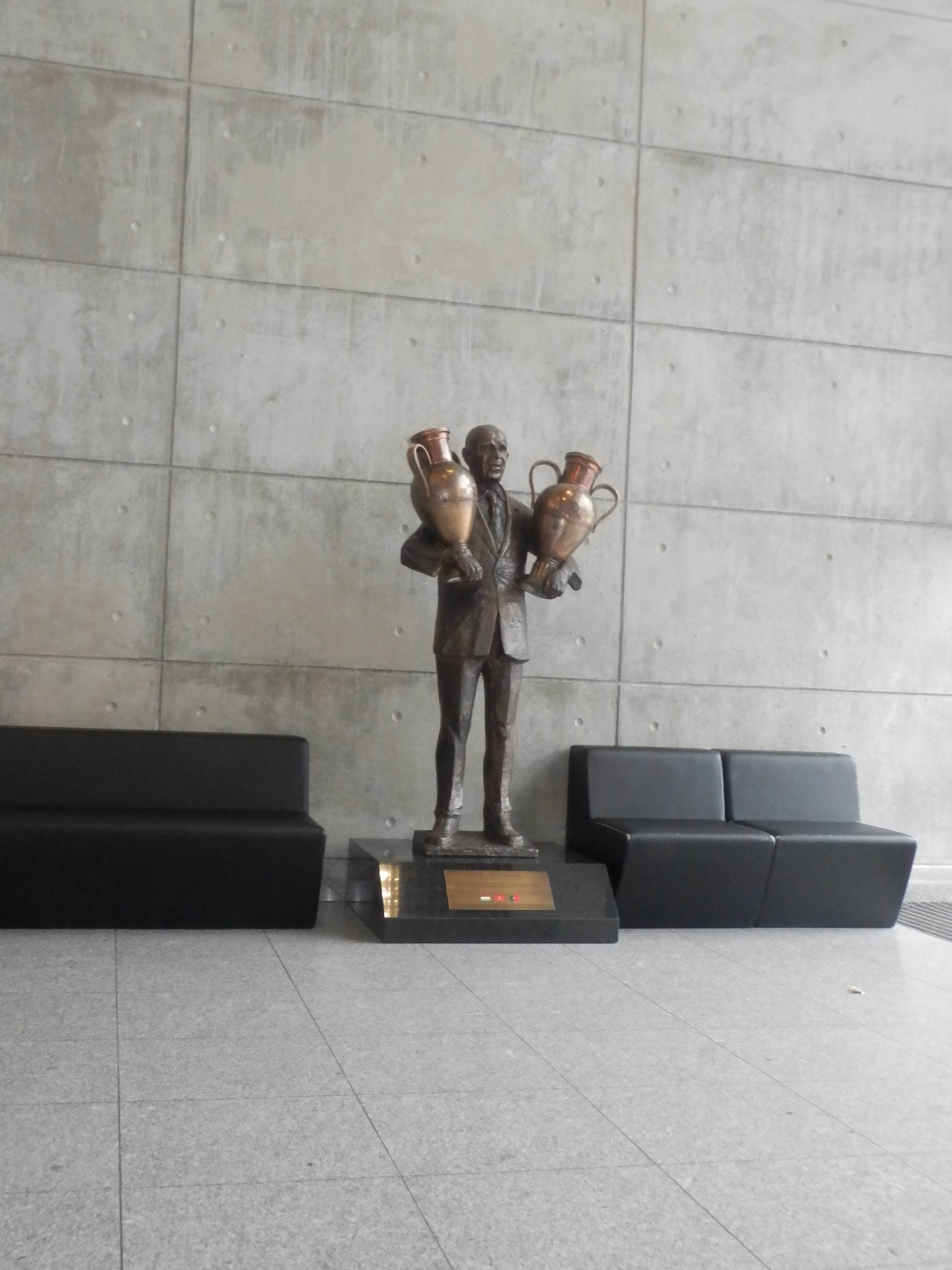
Памятник Беле Гуттманну у «Эштадиу да Луж», стадиона «Бенфики»

Проклятие Белы Гуттманна (порт. Maldição de Béla Guttmann) — спортивное проклятие, которое, по поверью, наложил венгерский футбольный тренер Бела Гуттманн на свой бывший футбольный клуб «Бенфика» после двух подряд побед в Кубке европейских чемпионов в сезонах 1960/61 и 1961/62. В 1962 году руководство клуба после выигранного финала Кубка европейских чемпионов отказалось повысить Гуттманну зарплату, и он в знак протеста ушёл из клуба, заявив, что без него «Бенфика» не сможет в течение следующего века выиграть хотя бы один клубный турнир Европы. С этого момента «Бенфика» проиграла пять финалов Кубка европейских чемпионов (ныне — Лиги чемпионов) и три финала Кубка УЕФА (ныне — Лиги Европы). По логике проклятия, оно должно прекратить действовать в 2062 году.

## Предыстория
Бела Гуттманн стал тренером «Бенфики» в 1959 году после того, как провёл предыдущий сезон в «Порту» и выиграл с ним чемпионат Португалии, по иронии судьбы обогнав «Бенфику» и отыграв пятиочковое отставание. Как тренер «Бенфики», Гуттман руководил командой в 162 матчах, выиграв из них 113, сведя вничью 27 и всего 22 раза потерпев поражение. Первую игру под его руководством «Бенфика» провела 20 сентября 1959 года на своём стадионе «Эштадио да Луж» против «Витории» и победила 4:1, а последняя состоялась 1 мая 1966 года, когда Гуттманн вернулся после долгого перерыва (по совпадению, «Бенфика» с тем же счётом, но уже в гостях на «Эштадиу ду Рештело» обыграла ту же «Виторию»). В рамках еврокубков Гуттманн руководил командой в 22 матчах, выиграв 14 из них, сведя вничью 3 и проиграв всего 5. Первую игру он провёл 29 сентября 1960 года в Эдинбурге против «Хартс» (победа 2:1), а последнюю — 6 марта 1966 года в Лиссабоне против «Манчестер Юнайтед» (поражение 1:5).
В ходе своей работы Гуттманн отказался от услуг 20 игроков, сделав ставку на молодое поколение, которое выиграло чемпионат Португалии в 1960 и 1961 годах, Кубок европейских чемпионов в 1961 и 1962 годах. Это были Эйсебио, Жозе Агуаш, Жозе Аугушту, Кошта Перейра, Антониу Симойнш, Жерману и Мариу Колуна. В 1961 году в финале была побеждена «Барселона» 3:2, а в 1962 году — «Реал Мадрид» 5:3 (португальцы отыгрывались со счёта 2:0 и 3:2). По легенде, Гуттманн встретился в парикмахерской с тренером Жозе Карлушом Бауэром, который рассказал про Эйсебио, талантливого игрока из португальского Мозамбика. Эйсебио был в сфере интересов «Спортинга», но Гуттманн добился перехода Эйсебио в свою команду. Победы Гуттманна увековечены в памятнике, установленном к 110-летию со дня образования клуба: автором скульптуры, установленной у 18-го сектора стадиона, является венгр Ласло Сатмари Юхош.

## Скандал и проклятие

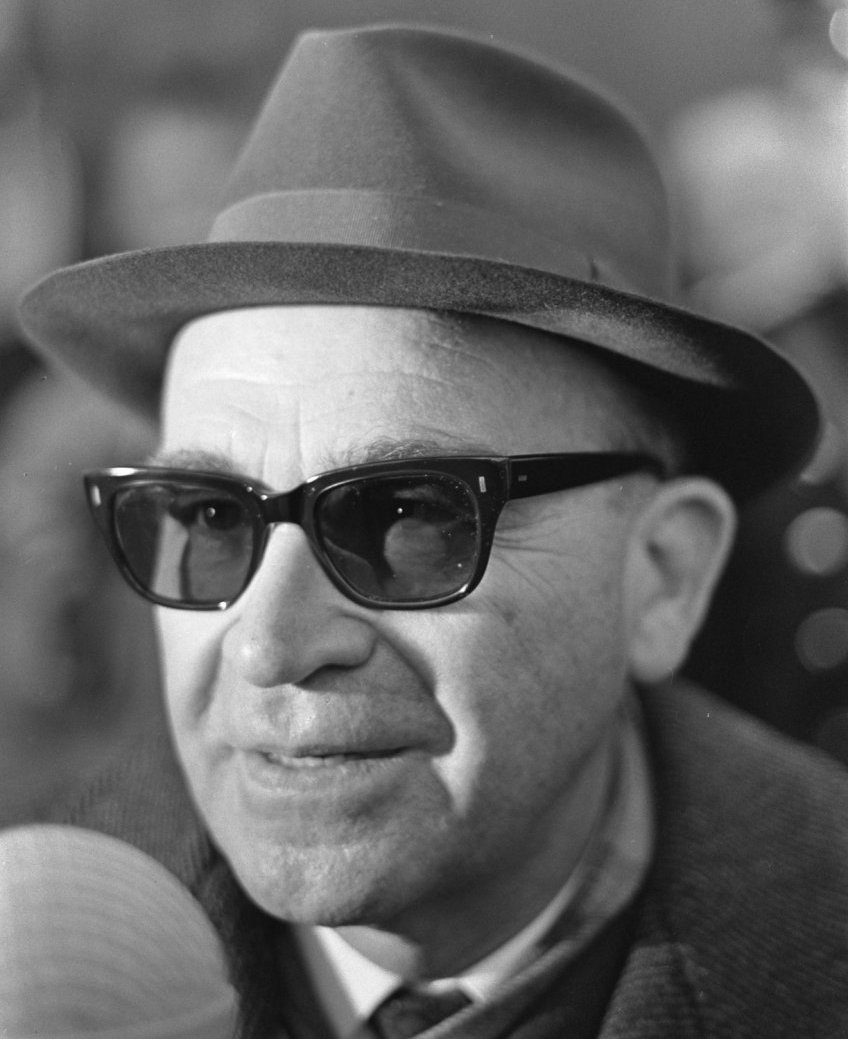
Бела Гуттманн (1966)

В 1962 году после победы «Бенфики» в Кубке европейских чемпионов Бела Гуттманн обратился к руководству клуба с просьбой о повышении зарплаты, но получил отказ: руководство клуба не захотело выплачивать Гуттманну второй подряд бонус за победу в Кубке европейских чемпионов. Разругавшись с руководством окончательно, Гуттманн объявил об уходе из клуба, но перед тем, как покинуть кабинет, гневно заявил:

Без меня в течение ста лет «Бенфика» не сможет выиграть ни один европейский кубок!
Оригинальный текст (порт.)Sem mim, nem em cem anos o Benfica vai conquistar outra taça europeia!

Существует версия, что Гуттманн «проклял» весь португальский футбол, заявив, что европейский кубок вообще не достанется никому из португальских команд в течение 100 лет, однако победа «Спортинга» в Кубке обладателей кубков  в 1964, а также победы «Порту» в 1987 году в Кубке европейских чемпионов, в 2003 году в Кубке УЕФА, в 2004 году в Лиге чемпионов и в 2011 году в Лиге Европы, либо частично «сняла проклятие», либо ставит под сомнение сам факт того, что Гуттманн что-либо говорил угрожающее про другие клубы Португалии.

## Результаты
Хронические невезения на европейской арене стали преследовать «Бенфику» с самого момента ухода Гуттманна.
- В 1963 году «Бенфика» проиграла финал Кубка европейских чемпионов 1:2 «Милану». Эйсебио открыл счёт в первом тайме, но Жозе Алтафини оформил дубль и принёс победу[9][10][11].
- В 1965 году «Бенфика» играла в финале против другого миланского клуба, «Интернационале». В течение 90 минут итальянская команда под руководством Эленио Эрреры не позволяла португальцам провести хотя бы одну атаку, а в самом конце первого тайма забила победный гол усилиями Жаира[9][10][11].
- В 1968 году в финале «Бенфика» играла против клуба «Манчестер Юнайтед». Игра завершилась в основное время вничью 1:1, но в овертайме «Бенфика» была разгромлена в первые же 10 минут и в итоге проиграла 1:4[9][10][11].
- В 1983 году лиссабонцы вышли в финал Кубка УЕФА, в котором сыграли два матча против «Андерлехта». Но скромная бельгийская команда одержала победу в первой игре 1:0, во второй удержала ничью 1:1 и завоевала Кубок. Уже тогда болельщики стали говорить про проклятие Гуттманна[9][10][11].
- В 1988 году «Бенфика» играла в финале Кубка чемпионов против ПСВ, капитаном которого был Рональд Куман. В те годы в составе «Бенфики» появился ряд новых игроков, который назвали новым «золотым» поколением. Матч завершился в основное время нулевой ничьей, и победителя пришлось выявлять в серии пенальти, где промах Антониу Велозу, бившего шестым по жребию, оказался роковым для «Бенфики»[9][10][11].
- В 1990 году в Вене проходил финал Кубка чемпионов, противником снова стал «Милан», в составе которого блистали голландцы Франк Райкард и Марко ван Бастен. Бела Гуттманн, умерший за 9 лет до финала, был похоронен как раз в Вене, поэтому Эйсебио отправился на его могилу перед игрой, чтобы вымолить у покойного Гуттманна прощение и снять проклятие. Однако единственный гол Райкарда принёс ещё один трофей «Милану», а «Бенфика» снова проиграла решающий матч[9][10][11].
- В 2013 году перед матчем финала Лиги Европы против лондонского «Челси» португальцы расценивались как аутсайдеры, даже несмотря на наличие звёздных игроков Эсекьеля Гарая и Оскара Кардосо, а также тренера Жорже Жезуша. Перед финалом Эйсебио снова отправился на могилу Белы Гуттманна в Вене, чтобы почтить память тренера и снять проклятие, но усилия португальцев оказались тщетными: в компенсированное время при счёте 1:1 «орлы» пропускают гол от Бранислава Ивановича и в седьмой раз терпят поражение в финалах[9][10][11].
- В 2014 году «Бенфика» расценивалась как фаворит Лиги Европы, пройдя даже туринский «Ювентус». Чтобы добиться прекращения действия проклятия, португальцы 28 февраля 2014 открыли памятник Беле Гуттманну у «Эштадиу да Луш»[12]. В финале турнира соперником португальцев стала испанская «Севилья». Фанаты нервно заявляли, что не верят в проклятие Гуттманна, и надеялись на долгожданный успех. Игра завершилась только в серии пенальти, где промахи лидеров «Бенфики» Кардосо и Родриго с 11-метровой отметки стоили португальцам очередного трофея[9][10][13][14].

Таким образом, начиная с 1963 года, «Бенфика» проиграла все 8 финалов еврокубков, в которые она выходила. На втором месте в плане антирекорда по числу проигранных финалов идёт «Ювентус» с пятью поражениями в финалах Лиги чемпионов, начиная с 1997 года. Ко всему прочему, молодёжная команда «Бенфики» трижды уступала в финалах Юношеской лиги УЕФА (2014, 2017, 2020), однако в сезоне 2021-22 трофей данного турнира Бенфика U19 выиграла.  
Болельщики «Бенфики» разделены на два лагеря: одни полагают, что проклятие Белы Гуттманна действует и ждать победы действительно придётся до 2062 года; другие же считают сам факт проклятия выдумкой и объясняют все еврокубковые неудачи «Бенфики» обычным неумением доводить решающие матчи до победного конца.